# Liriomyza navarinensis
Liriomyza navarinensis este o specie de muște din genul Liriomyza, familia Agromyzidae, descrisă de Spencer în anul 1982. Conform Catalogue of Life specia Liriomyza navarinensis nu are subspecii cunoscute.